# Rue des Dames-de-la-Porte
Pour les articles homonymes, voir Rue des Dames.
La rue des Dames-de-la-Porte (en occitan : carrièra de las Donas de la Porta) est une voie de Toulouse, chef-lieu de la région Occitanie, dans le Midi de la France.

## Situation et accès

### Description
La rue des Dames-de-la-Porte est une voie publique. Elle se trouve au cœur du quartier Saint-Cyprien.
Rectiligne, large de 6 mètres et longue de 73 mètres, elle est orientée au nord. Elle naît perpendiculairement à la rue Réclusane. Elle se termine au carrefour de la rue Amparo-Poch-y-Gascón.
En 2022, la chaussée n'est pas encore ouverte à la circulation.

### Voies rencontrées
La rue des Dames-de-la-Porte rencontre les voies suivantes, dans l'ordre des numéros croissants :
1. Rue Réclusane
2. Rue Amparo-Poch-y-Gascón

### Transports
La rue des Dames-de-la-Porte n'est pas directement desservie par les transports en commun Tisséo. Elle est cependant proche de la place intérieure Saint-Cyprien, où débouche la station Saint-Cyprien – République, sur la ligne de métro , et des allées Charles-de-Fitte, où se trouvent les arrêts des lignes de Linéo L14 et de bus 134566.
Il existe plusieurs stations de vélos en libre-service VélôToulouse à proximité de la rue des Dames-de-la-Porte : les stations no 77 (2 place intérieure Saint-Cyprien), no 78 (14 place intérieure Saint-Cyprien) et no 79 (1 place Bernard-Lange).

## Odonymie
La rue tient son nom du couvent de religieuses clarisses, dit de la Porte, qui se trouvait dans cette rue près de la porte de l'Isle (emplacement face au no 81 allées Charles-de-Fitte). Ce couvent avait été fondé en 1516. Il existait un couvent de clarisses plus ancien, fondé en 1246 hors les murs, près de la porte Villeneuve (emplacement de l'actuelle place Wilson) et reconstruit en 1352 dans la rue des Toulousains (actuel Institut catholique, no 31-31 bis rue de la Fonderie). Les religieuses clarisses « de la Porte » ayant été dispersées après 1790, les bâtiments de leur couvent furent réunis à l'hôpital de La Grave.
La rue, aux XVIe et XVIIe siècles, était connue comme la rue d'Argentières. Aux XVIIe et XVIIIe siècles, on lui donna le nom de rue des Treize ou même des Trente-Sayes : il faut y reconnaître la présence des nombreux marins et bateliers du fleuve qui y tiraient leurs cordages (salhar, « tirer un cordage, un filet » en occitan). C'est au XVIIIe siècle que la rue, désormais fermée en cul-de-sac, devint l'impasse Notre-Dame-de-la-Porte, puis, en 1947, impasse des Dames-de-la-Porte. En 1794, pendant la Révolution française, on lui avait attribué le nom d'impasse de Saorgio, en l'honneur des vainqueurs de la bataille de Saorgio, mais il n'avait pas été conservé. Finalement, l'impasse des Dames-de-la-Porte ayant été ouverte sur la nouvelle rue Amparo-Poch-y-Gascón dans le cadre de l'aménagement de la zone d'aménagement concerté de La Grave, l'impasse devint officiellement, par décision du conseil municipal du 10 décembre 2021, une rue.

## Patrimoine et lieux d'intérêt

### École maternelle Armand-Duportal
L'école maternelle Armand-Duportal est ouverte en 1952. De nouveaux bâtiments, de style moderne, sont construits entre 1969 et 1970. Elle se situe à l'angle de la rue Réclusane.